# Ambasada RP w Nowym Delhi
Ambasada Rzeczypospolitej Polskiej w Nowym Delhi (ang. The Embassy of the Republic of Poland in New Delhi) – polska misja dyplomatyczna w stolicy Republiki Indii.
Ambasador RP w Nowym Delhi oprócz Republiki Indii akredytowany jest również w Islamskiej Republice Afganistanu, Ludowej Republice Bangladeszu, Królestwie Bhutanu, Republice Malediwów, Federalnej Demokratycznej Republice Nepalu i Demokratyczno-Socjalistycznej Republice Sri Lanki. Projektantami modernistycznego budynku wzniesionego w latach 1973–1978 był Witold Cęckiewicz i Stanisław Deńko.

## Struktura placówki
Źródło:
- Wydział Polityczno-Ekonomiczny
- Wydział Konsularny i Polonii
  - Okręg konsularny obejmuje[3]:
    - stany w Indiach: Assam, Arunachal Pradesh, Bihar, Chhattisgarh, Delhi (NCR), Haryana, Himachal Pradesh, Jammu-Kashmir, Jharkhand, Madhya Pradesh, Manipur, Meghalaya, Mizoram, Nagaland, Odisha, Punjab, Rajasthan, Sikkim, Tripura, Uttaranchal, Uttar Pradesh, West Bengal,
    - Afganistan,
    - Bangladesz,
    - Bhutan,
    - Malediwy,
    - Nepal,
    - Sri Lankę.
- Wydział Administracyjno-Finansowy
- Ataszat Obrony

## Historia
Polska nawiązała stosunki dyplomatyczne z Indiami 30 marca 1954, a z pozostałymi krajami będącymi w gestii ambasadora RP w Nowym Delhi:
- 1927 z Afganistanem[5]; ambasador RP w Nowym Delhi akredytowany jest w tym państwie od 2015, gdy zamknięto Ambasadę RP w Kabulu[6]
- 18 kwietnia 1957 ze Sri Lanką; w latach 1959–1993 w Kolombo działała polska placówka dyplomatyczna ministerstwa gospodarki[7]
- 24 listopada 1959 z Nepalem; w 1967 w Katmandu otwarto Biuro Delegata Ministra Handlu Zagranicznego, w latach 1974–1981 funkcjonowała Ambasada PRL w Katmandu[8]
- 12 stycznia 1972 z Bangladeszem; działalność Ambasady RP w Dhace została zawieszona w 2001[9]
- 1 października 1984 z Malediwami; w tym kraju nigdy nie funkcjonowało polskie przedstawicielstwo dyplomatyczne[10]
- 29 listopada 2012 z Bhutanem; w tym kraju nigdy nie funkcjonowało polskie przedstawicielstwo dyplomatyczne[11]

## Konsulaty RP
- Konsulat Generalny RP w Mumbaju

Konsulaty honorowe RP na terenie działalności ambasady:
- Bangladesz:
  - Dhaka
- Indie:
  - Bengaluru
  - Kalkuta
- Nepal:
  - Katmandu
- Sri Lanka:
  - Kolombo